# Maccabeus
Maccabeus is een geslacht in de taxonomische indeling van de peniswormen (Priapulida). Het geslacht werd in 1973 voor het eerst wetenschappelijk beschreven door Por.

## Onderliggende soort
- Maccabeus cirratus
- Maccabeus tentaculatus